# Concistori di papa Gelasio II

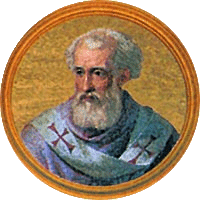
Papa Gelasio II

Questa voce raccoglie l'elenco completo dei concistori per la creazione di nuovi cardinali presieduti da papa Gelasio II, con l'indicazione di tutti i cardinali creati di cui si hanno informazioni documentarie (3 nuovi cardinali in 2 concistori). I nomi sono posti in ordine di creazione.

## 10 marzo 1118 (I)
- Pietro Ruffo, creato cardinale diacono di Santa Maria in Cosmedin (morto ca. 1138)

## 1118 (II)
- Pietro, creato cardinale diacono di San Nicola in Carcere (morto ca. 1120)
- Crisogono, creato cardinale diacono (diaconia ignota)
- Romano[1], creato cardinale diacono di Santa Maria in Portico Octaviae (morto nel maggio 1135)